# Allogaster bicolor
Allogaster bicolor é uma espécie de cerambicídeo da tribo Achrysonini, com distribuição restrita à República Democrática do Congo.